# Thomas Amilivia
Thomas Amilivia (n. Ciudad Evita, Provincia de Buenos Aires, Argentina; 13 de julio de 1998) es un futbolista argentino. Juega de delantero en Tristán Suárez de la Primera Nacional.

## Carrera
Amilivia comenzó jugando en Sportivo Italiano. Debutó a los 17 años el 20 de octubre de 2015 en la derrota por 2-1 frente a Deportivo Español, ingresando a los 80 minutos por Antonio Rojano. Semanas más tarde, el 8 de noviembre, convirtió su primer gol en la derrota por 2-1 contra Atlanta.
Al año siguiente arribó a Argentinos Juniors en condición de préstamo. Luego de destacarse un par de años en las inferiores del club, fue promovido al plantel de primera. Jugó por primera vez el 9 de diciembre en el derrota 2 a 1 contra Club Atlético Aldosivi, siendo suplente, ingresando 5 minutos.
Jugó como titular por primera vez el 13 de diciembre en el empate a 0 contra Club Atlético Huracán disputando 68 minutos de juego.

## Estadísticas

### Clubes
| Club | Div.                | Temporada           | Liga  | Liga  | Copas Nacionales(1) | Copas Nacionales(1) | Copas Internacionales(2) | Copas Internacionales(2) | Total | Total |
| Club | Div.                | Temporada           | Part. | Goles | Part.               | Goles               | Part.                    | Goles                    | Part. | Goles |
| --- | ------------------- | ------------------- | ----- | ----- | ------------------- | ------------------- | ------------------------ | ------------------------ | ----- | ----- |
| Sportivo Italiano Argentina | 3.ª                 | 2015                | 4     | 1     | —                   | —                   | —                        | —                        | 4     | 1     |
| Sportivo Italiano Argentina | Total club          | Total club          | 4     | 1     | 0                   | 0                   | 0                        | 0                        | 4     | 1     |
| Argentinos Juniors Argentina | 1.ª                 | 2018-19             | 2     | 0     | —                   | —                   | —                        | —                        | 2     | 0     |
| Argentinos Juniors Argentina | 1.ª                 | 2019-20             | 0     | 0     | —                   | —                   | —                        | —                        | 0     | 0     |
| Argentinos Juniors Argentina | Total club          | Total club          | 2     | 0     | 0                   | 0                   | 0                        | 0                        | 2     | 0     |
| San Telmo Argentina | 3.ª                 | 2021                | 29    | 7     | —                   | —                   | —                        | —                        | 29    | 7     |
| San Telmo Argentina | Total club          | Total club          | 29    | 7     | 0                   | 0                   | 0                        | 0                        | 29    | 7     |
| Santiago Wanderers · Chile | 2.ª                 | 2022                | 26    | 5     | —                   | —                   | —                        | —                        | 26    | 5     |
| Santiago Wanderers · Chile | Total club          | Total club          | 26    | 5     | 0                   | 0                   | 0                        | 0                        | 26    | 5     |
| All Boys Argentina | 2.ª                 | 2023                | 21    | 6     | 1                   | 0                   | —                        | —                        | 22    | 6     |
| All Boys Argentina | 2.ª                 | 2024                | 0     | 0     | —                   | —                   | —                        | —                        | 0     | 0     |
| All Boys Argentina | Total club          | Total club          | 21    | 6     | 1                   | 0                   | 0                        | 0                        | 22    | 6     |
| Tristán Suárez Argentina | 2.ª                 | 2024                | 0     | 0     | —                   | —                   | —                        | —                        | 0     | 0     |
| Tristán Suárez Argentina | Total club          | Total club          | 29    | 7     | 0                   | 0                   | 0                        | 0                        | 29    | 7     |
| Total en su carrera | Total en su carrera | Total en su carrera | 82    | 19    | 1                   | 0                   | 0                        | 0                        | 83    | 19    |
| (1) Las copas nacionales se refiere a la Copa Argentina. (2) Las copas internacionales se refiere a la Copa Libertadores y a la Copa Sudamericana. |                     |                     |       |       |                     |                     |                          |                          |       |       |